# 長頦祕鱂
長頦祕鱂為輻鰭魚綱鯉齒目鯉齒亞目鯉齒鱂科的其中一種，分布於亞洲伊朗、伊拉克、敘利亞、約旦、黎巴嫩、以色列及土耳其的淡水水域，體長可達5公分，棲息在植被生長淺水域，屬雜食性，以昆蟲幼蟲、甲殼類幼生及藻類為食，可做為觀賞魚。

## 擴展閱讀
維基物種上的相關：長頦祕鱂